# Acis fabrei
Acis fabrei là một loài thực vật có hoa trong họ Amaryllidaceae. Loài này được (Quézel & Girerd) Lledó, A.P.Davis & M.B.Crespo mô tả khoa học đầu tiên năm 2004.

## Hình ảnh

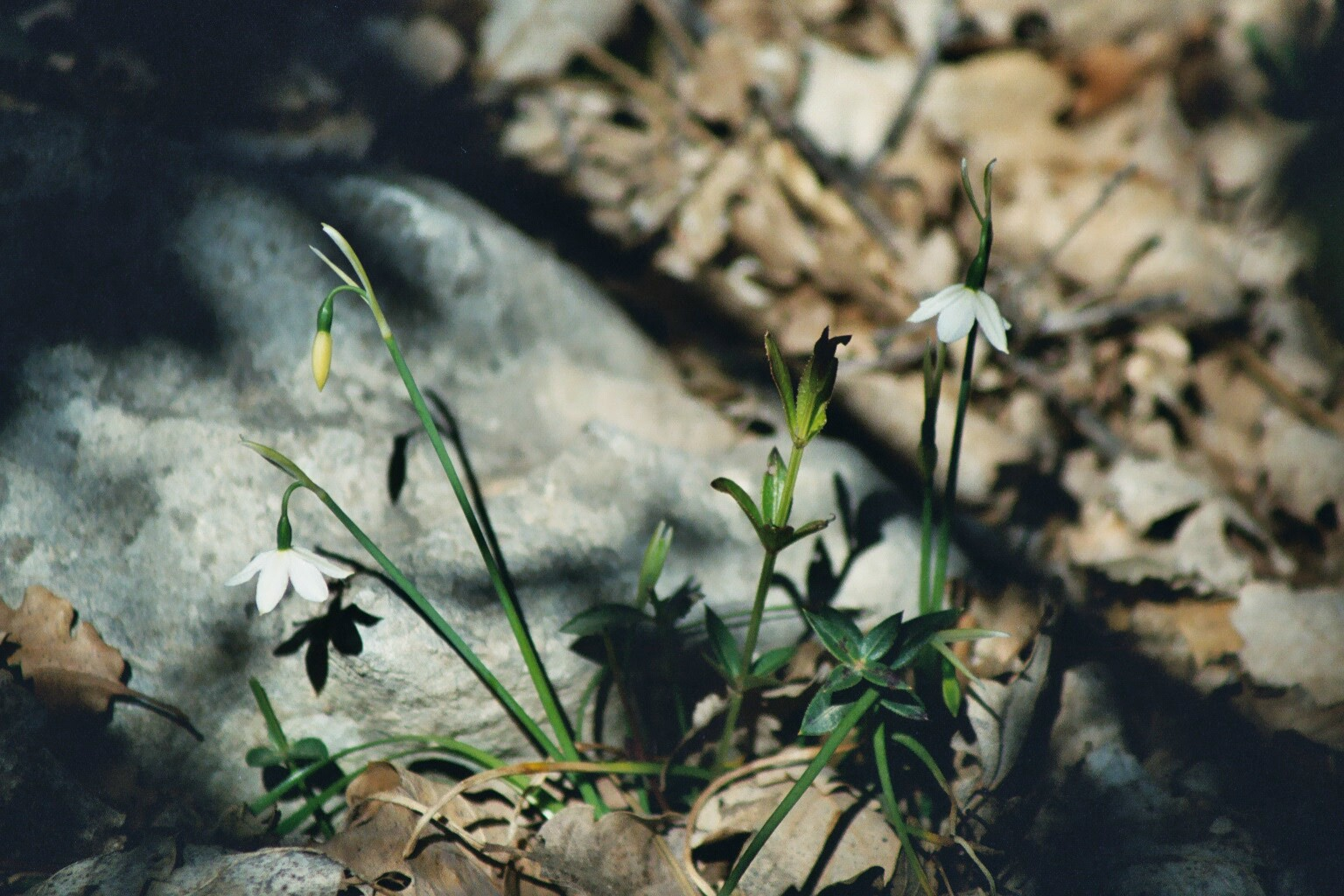
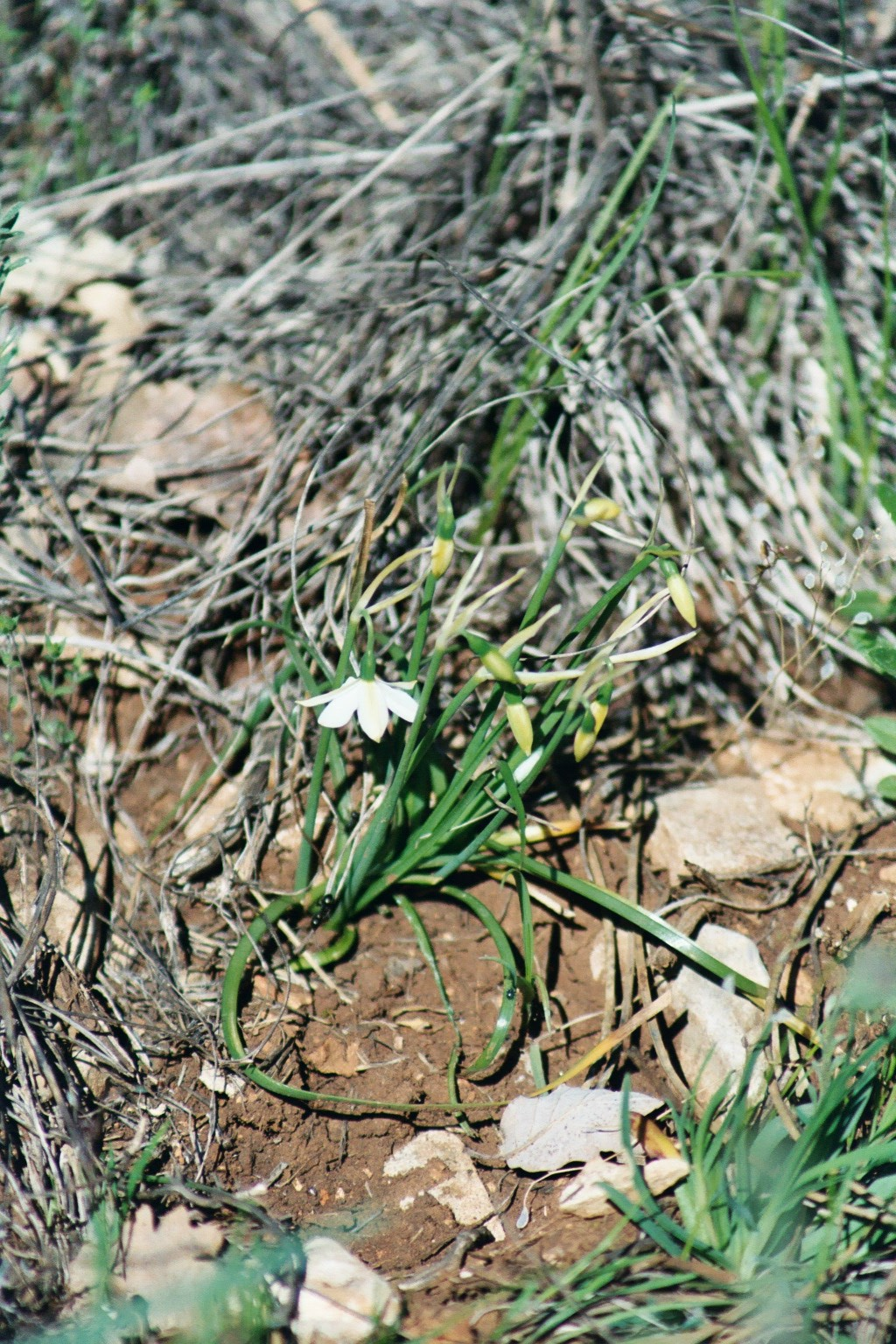